# Ейн-га-Шлоша
Ейн-га-Шлоша (івр. עין השלושה) —  кібуц в західній частині пустелі Негев в Ізраїлі, розташований неподалік кордону з Сектором Газа. Підпадає під юрисдикцію регіональної ради Ешколь.

## Історія
Кібуц був заснований у 1950-х роках групою Нахаля сіоністської молоді з Південної Америки, членами молодіжного руху Ганоар га-Ціоні, на землях колишнього кібуца Неве-Яїр (Неве-Яїр був заснований в 1949 році членами Лехі, але був залишений у червні 1950). Він був названий на честь трьох членів-засновників, які загинули під час арабо-ізраїльської війни 1948 року.
У перші роки свого існування кібуц зазнав бомбардувань єгипетської армії.